# Union für Europa
Union für Europa (französisch Union pour l’Europe, UPE; englisch Union for Europe, UfE) war eine Fraktion im Europäischen Parlament. Sie entstand im Juli 1995 aus der Fusion der Fraktion der Sammlungsbewegung der Europäischen Demokraten mit der nur aus italienischen Mitgliedern bestehenden Fraktion Forza Europa. Ihre Mitglieder werden als gaullistisch, konservativ und/oder populistisch beschrieben. Sie war bei ihrer Gründung drittstärkste Fraktion im Europaparlament.
1995 und 1996 wechselten die vier Abgeordneten der Centro Cristiano Democratico zur Fraktion der Europäischen Volkspartei (EVP). Im Februar 1997 wechselten zwei Forza Italia-Mitglieder zur Liberaldemokratischen Fraktion. Im Juni 1998 wechselten schließlich mit 21 Abgeordneten der Großteil der Forza Italia zur EVP-Fraktion. Nach der Europawahl 1999 wechselte auch die RPR zur EVP-Fraktion, während sich CDS-PP und Fianna Fail an der Gründung der neuen Fraktion Union für das Europa der Nationen beteiligten.

## Mitglieder
| Land         | Partei                                                 | Mitglieder |
| ------------ | ------------------------------------------------------ | ---------- |
| Frankreich   | Rassemblement pour la République (RPR)                 | 14 *       |
| Griechenland | Politiki Anixi (PA)                                    | 02         |
| Irland       | Fianna Fáil (FF)                                       | 07         |
| Italien      | Forza Italia (FI)                                      | (24)       |
| Italien      | Centro Cristiano Democratico (CDC)                     | (04)       |
| Italien      | Lega Nord                                              | 01         |
| Niederlande  | Unabhängige                                            | 02 +       |
| Portugal     | Centro Democrático e Social – Partido Popular (CDS-PP) | 03         |